# Rugby nos Jogos Olímpicos
Nota: Se você procura pela modalidade rugby sevens, veja Rugby sevens nos Jogos Olímpicos.

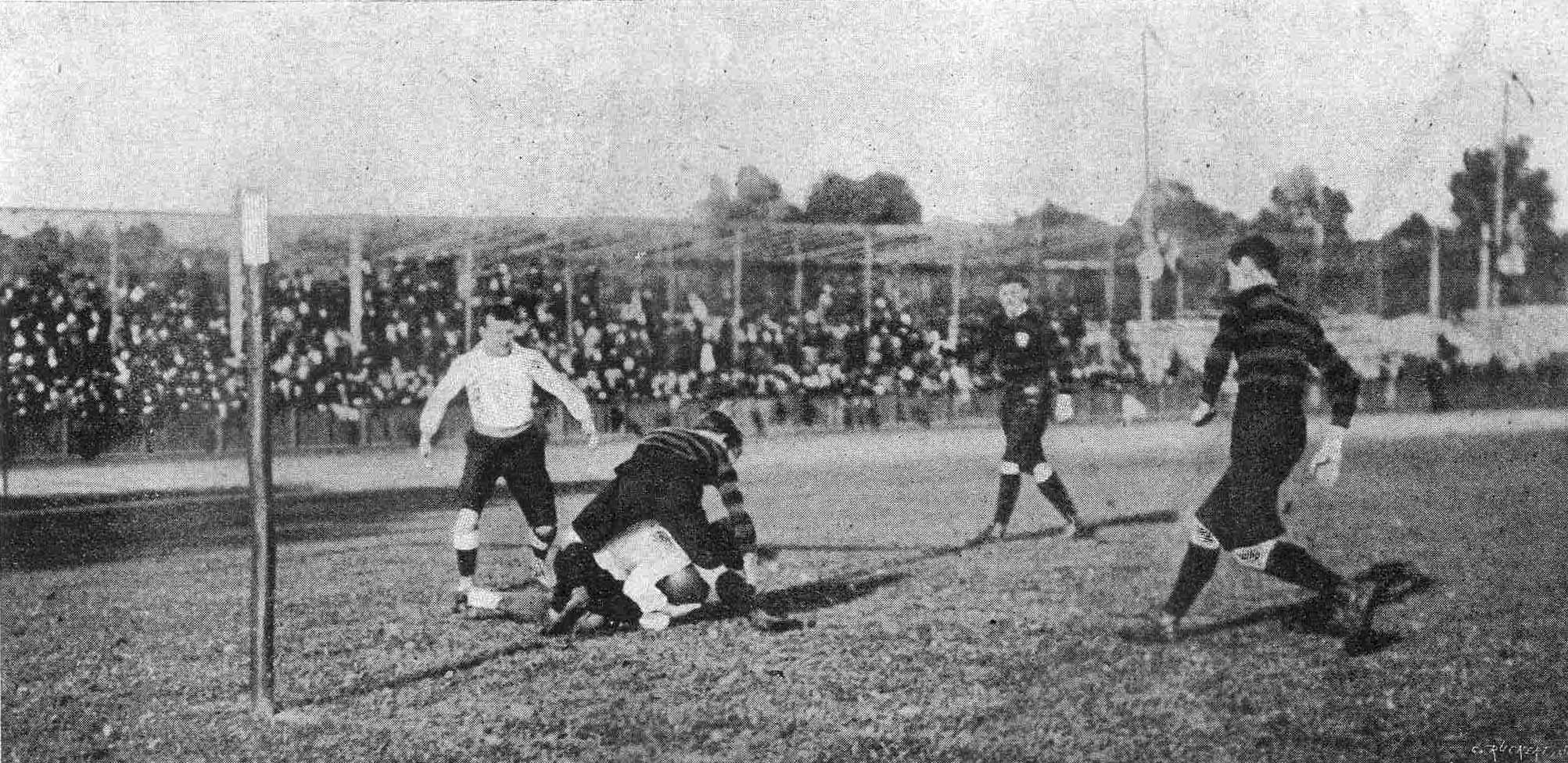
Jogo entre França e Alemanha nos Jogos Olímpicos de 1900.

O rugby foi um esporte disputado em quatro das sete primeiras edições dos Jogos Olímpicos. A primeira aparição ocorreu durante os Jogos de 1900, em Paris, voltando a ser disputado em Londres 1908, Antuérpia 1920 e Paris 1924. Após esta edição, o Comitê Olímpico Internacional retirou o esporte do programa olímpico. Em 2009, o mesmo Comitê elegeu a modalidade rugby sevens para entrar no programa a partir dos Jogos de 2016.

## Eventos
| Evento | 96 | 00 | 04 | 08 | 12 | 20 | 24 | Edições |
| ------ | -- | -- | -- | -- | -- | -- | -- | ------- |
| Rugby  |    | •  |    | •  |    | •  | •  | 4       |

## Resultados
| Ano                       | Ouro               | Placar | Prata                         | Bronze      |
| Paris 1900 (detalhes)     | FRA França         | [a]    | GER Alemanha GBR Grã-Bretanha | -           |
| Londres 1908 (detalhes)   | ANZ Australásia    | 32 - 3 | GBR Grã-Bretanha              | [b]         |
| Antuérpia 1920 (detalhes) | USA Estados Unidos | 8 - 0  | FRA França                    | [b]         |
| Paris 1924 (detalhes)     | USA Estados Unidos | [c]    | FRA França                    | ROU Romênia |

- a A França venceu a primeira partida contra a Alemanha e disputou o título contra a Grã-Bretanha na segunda partida. Como não houve final, as equipes perdedoras dividiram o segundo lugar.
- b Apenas duas equipes participaram do torneio.
- c Disputa por pontos corridos.

## Quadro geral de medalhas
| Ordem | País               | Medalha de ouro | Medalha de prata | Medalha de bronze |    |
| ----- | ------------------ | --------------- | ---------------- | ----------------- | -- |
| 1     | USA Estados Unidos | 2               |                  |                   | 2  |
| 2     | FRA França         | 1               | 2                |                   | 3  |
| 3     | ANZ Australásia    | 1               |                  |                   | 1  |
| 4     | GBR Grã-Bretanha   |                 | 2                |                   | 2  |
| 5     | GER Alemanha       |                 | 1                |                   | 1  |
| 6     | ROU Romênia        |                 |                  | 1                 | 1  |
| TOTAL | TOTAL              | 4               | 5                | 1                 | 10 |